# 岩波講座 現代応用数学
岩波講座 現代応用数学(いわなみこうざ げんだいおうようすうがく)とは、岩波書店から分冊形式で出版された数学書のシリーズ。

## 構成
第1次は全15巻60分冊で構成され、1957年から1958年にかけて刊行された。
巻数、書名、著者名、発行年は以下の通りである。
1. 代数学1／幾何学／力学系と写像の理論／圧縮性流体の理論
彌永・杉浦／矢野健太郎／岩田義一／河村龍馬、1957年
2. Lie 群論／常微分方程式1／工学力学系／2次元弾性論
岩堀長慶／福原・佐藤・古屋／近藤・石塚・大島・藤中／森口繁一、1957年
3. 代数学2／常微分方程式2／変分法とその応用／統計解析
彌永・杉浦／福原・佐藤・古屋／加藤敏夫／森口繁一、1957年
4. 位相解析1／粘性流体の理論／回路網理論
吉田耕作／谷一郎／喜安・大野・池野信一、1957年
5. 偏微分方程式1／Fourier 変換とLaplace 変換／塑性論／集団遺伝学の数学的理論
南雲道夫／河田龍夫／鷲津久一郎／木村資生、1957年
6. 差分方程式／確率過程1／結晶統計と代数／情報理論
福田武雄／伊藤清／伏見・庄司／喜安・室賀、1957年
7. 位相解析2／有限変位の弾性論／変形の幾何学／実験計画法／パンチカ－ド計算機械
吉田耕作／山本善之／近藤一夫／増山元三郎／森口繁一、1957年
8. 集合・位相・測度／確率過程2／微分方程式の近似解法1／確率過程論の応用
河田敬義／伊藤清／加藤・橋本・中田・藤田／河田龍夫、1957年
9. 代数学3／Lie 群論2／非線型振動論
彌永・杉浦／岩堀長慶／古屋・南雲、1957年
10. 超関数1／偏微分方程式2／微分方程式の近似解法2／自動制御理論
岩村聯／南雲道夫／加藤・橋本・中田・藤田／喜安・池野、1958年
11. 回転群および対称群の応用／偏微分方程式の応用1／微分方程式の近似解法3
山内・堀江／犬井・宮島・木原／加藤・橋本・中田・藤田、1958年
12. 特殊函数／量子力学における数学的方法／回路のトポロジ－／数値計算法1
小谷・橋本／朝永・宮島・谷・会津・宮沢／近藤・小野寺／森口・高田、1958年
13. 複素函数論1／偏微分方程式の応用2／数値計算法2／計算機械1
功力金二郎／犬井・宮島・木原／森口・高田／高橋秀俊、1958年
14. 推測過程論／ゲームの理論／計算機械2
北川敏男／宮沢光一／高橋秀俊、1958年
15. 超関数2／複素函数論2／常微分方程式3／偏微分方程式の応用3／線型計画法／経済理論における数学的方法／総索引
岩村聯／功力金二郎／福原・佐藤・古屋／犬井・宮島・木原／森口・宮下／安井・二階堂、1958年